# Euophrys herbigrada
Euophrys herbigrada es una especie de araña saltarina del género Euophrys, familia Salticidae. Fue descrita científicamente por Simon en 1871.
Habita en Europa y norte de Asia (excepto China).